# Mihail Vasiljevič Lomonosov
Mihail Vasiljevič Lomonosov (rus. Михаи́л Васи́льевич Ломоно́сов, Denisovka, 19. studenog 1711. – Petrograd, 15. travnja 1765.), ruski znanstvenik i pjesnik
S 19 godina odlazi u Moskvu i stupa u Slavensko-grčko-latinsku akademiju, zatim odlazi u Njemačku, u Marburg i Freiburg. Po povratku u Rusiju postaje član Akademije nauka i organizira znanstveni rad u Rusiji. Bavio se fizikom, kemijom, geografijom, poviješću, filologijom i pridonio razvitku svih tih znanosti, a u nekima je izvršio i važna otkrića. 
Karakterističan je njegov stav da sve treba proučavati na osnovi promatranja i eksperimenata. Njegovo materijalističko gledanje na svijet dovelo ga je u sukob s postavkama za ono vrijeme najviših autoriteta kao što su Leibniz i Newton. Prvi je dokazao zakon očuvanja mase, tvrdeći da je količina materije prije kemijske reakcije i poslije nje ista. Bavio se i astronomijom te je prvi otkrio na temelju refrakcije svjetlosti na rubovima Sunčeve ploče prilikom prolaska Venere da je taj planet okružen atmosferom kao i Zemlja. Posebno su važni njegovi radovi iz geologije u kojima je u mnogočemu stajao ispred svoga vremena. Veliku pozornost posvećivao je praktičnoj primjeni znanosti. Izumio je čitav niz meteoroloških, optičkih i drugih instrumenata. Njegova "Ruska gramatika" je prva gramatika ruskog jezika. Književnim pitanjima bavi se i u svojoj "Retorici". Dovršio je reformu ruskog stiha, a ubraja se među najistaknutije ruske pjesnike 18. stoljeća, a posebno su poznate njegove ode u kojima dolaze do izražaja njegova prosvjetiteljska shvaćanja. Utemeljitelj je Moskovskoga sveučilišta, koje je kasnije nazvano po njemu: "Moskovsko državno sveučilište Lomonosov".